# Oomiste
Oomiste – wieś w Estonii, w prowincji Tartu, w gminie Kambja.